# Конституция Судана
Конституция Судана — главный законодательный акт государства Судан.
В настоящее время действует Переходная Конституция Республики Судан 2005 года (англ. The Interim National Constitution of the Republic of the Sudan, 2005; араб. 2005 دستور جمهورية السودان الانتقالي لسنة ‎), принятая 6 июля 2005 года.

## История
Конституционное законодательство Судана в своём развитии со времени его появления до настоящего времени прошло два периода.
Первый берёт начало в 1899 году, когда английские колониальные власти ввели в действие первый раз в мире соглашение о кондоминиуме между Великобританией и Египтом, которое стало политическим и правовым документом по управлению Суданом более чем на полвека. Для доконституционного развития Судана важное значение имел Закон о самоуправлении Судана 1952 года, который предшествовал и способствовал получению Суданом независимости.
Второй этап начинается с принятия первой Конституции 1956 года, появлений которой явилось важным прогрессивным шагом в истории конституционного развития Судана. Затем из-за нестабильного политического положения в стране были приняты ещё пять Конституций (1964, 1973, 1985, 1998, 2005 годы).

## Описание
Конституция Судана регламентирует деятельность исполнительной власти и судебную систему. Конституция имеет наивысшую силу и превалирует над любым актом исполнительной власти. Правовая система Судана основана на исламском праве.
Исполнительная власть возлагается на президента и двух вице-президентов.
Законодательную власть представляет двухпалатный парламент, состоящий из Национальной ассамблеи и Совета провинций.
Судебная власть в основном состоит Верховного суда и специальных революционных судов.